# Yeppeun namja
Yeppeun namja (hangeul: 예쁜남자, lett. Bell'uomo; titolo internazionale Bel Ami, conosciuta anche come Pretty Man o Pretty Boy) è una serie televisiva sudcoreana trasmessa su KBS2 dal 20 novembre 2013 al 9 gennaio 2014. È basata sull'omonimo manhwa in 17 volumi di Chon Kye-young, serializzato dal 2009 al 2012.

## Trama
Grazie alla sua bellezza fuori dal comune, Dokgo Ma-te riesce a conquistare qualsiasi donna e ottenere facilmente tutto ciò che vuole. Quando la madre del ragazzo muore, l'ambiziosa Hong Yoo-ra, una donna misteriosa che da alcuni anni segue Ma-te e sa tutto di lui, si presenta al ragazzo dicendogli che suo padre, la cui identità Ma-te non ha mai conosciuto, è Park Ki-suk, il presidente del potente MG Group, e che lei è l'unica in possesso del codice segreto per dimostrarlo. In cambio della preziosa informazione, Yoo-ra chiede a Ma-te di sedurre dieci donne, ognuna delle quali ha raggiunto l'eccellenza in un campo specifico, e apprendere i segreti del loro successo per arricchirsi e vendicarsi di Na Hong-ran, seconda moglie di Park Ki-suk ed ex suocera di Yoo-ra, che ha portato via alla donna la figlia di sei anni e impedito a Ma-te d'incontrare suo padre. Ad aiutare Ma-te ci sono Kim Bo-tong, una ragazza qualunque innamorata di lui da dieci anni, e David Choi, un direttore di marketing.

## Personaggi

### Personaggi principali
- Dokgo Ma-te, interpretato da Jang Geun-suk.
Ha 29 anni ed è un uomo più bello della media che non ha mai ottenuto nulla con le sue sole forze. È cresciuto con sua madre e non conosce l'identità del padre: Hong Yoo-ra gli dice che è il figlio illegittimo del presidente del MG Group, ma in realtà Ma-te è il figlio di Na Hong-ran, abbandonato dalla donna quando era ancora neonato.
- Kim Bo-tong, interpretata da IU.
È una ragazza qualunque di 25 anni, innamoratasi a prima vista di Ma-te dieci anni prima, quando andava alle medie. Tutto quello che fa è per lui e cerca di aiutarlo e proteggerlo nella sua maniera un po' bizzarra. Il suo più grande desiderio è sposare Ma-te. È la nona donna.
- David Choi, interpretato da Lee Jang-woo.
È un amichevole direttore di marketing che s'innamora di Bo-tong. Fa parte di una piccola band ed è un figlio illegittimo di Park Ki-suk; il suo vero nome è Joon-ha. Sua madre è morta per abuso di alcol dopo essere stata abbandonata dal direttore Park.
- Hong Yoo-ra, interpretata da Han Chae-young.
Ex moglie dell'erede del MG Group, vuole vendicarsi dell'ex suocera per averle portato via la figlia di sei anni, Sool-ri. Assolda Ma-te, che segue da alcuni anni e di cui sa tutto, come mercenario per attuare il suo progetto di vendetta. È molto affezionata a Park Ki-suk ed è l'ottava donna.

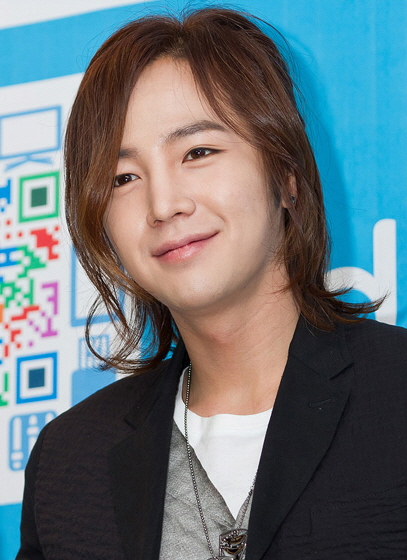
Jang Geun-suk interpreta Dokgo Ma-te.
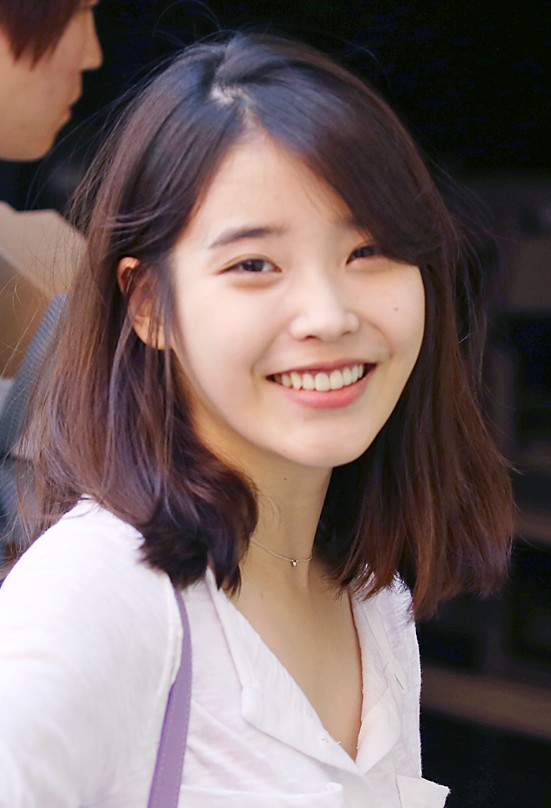
IU interpreta Kim Bo-tong.
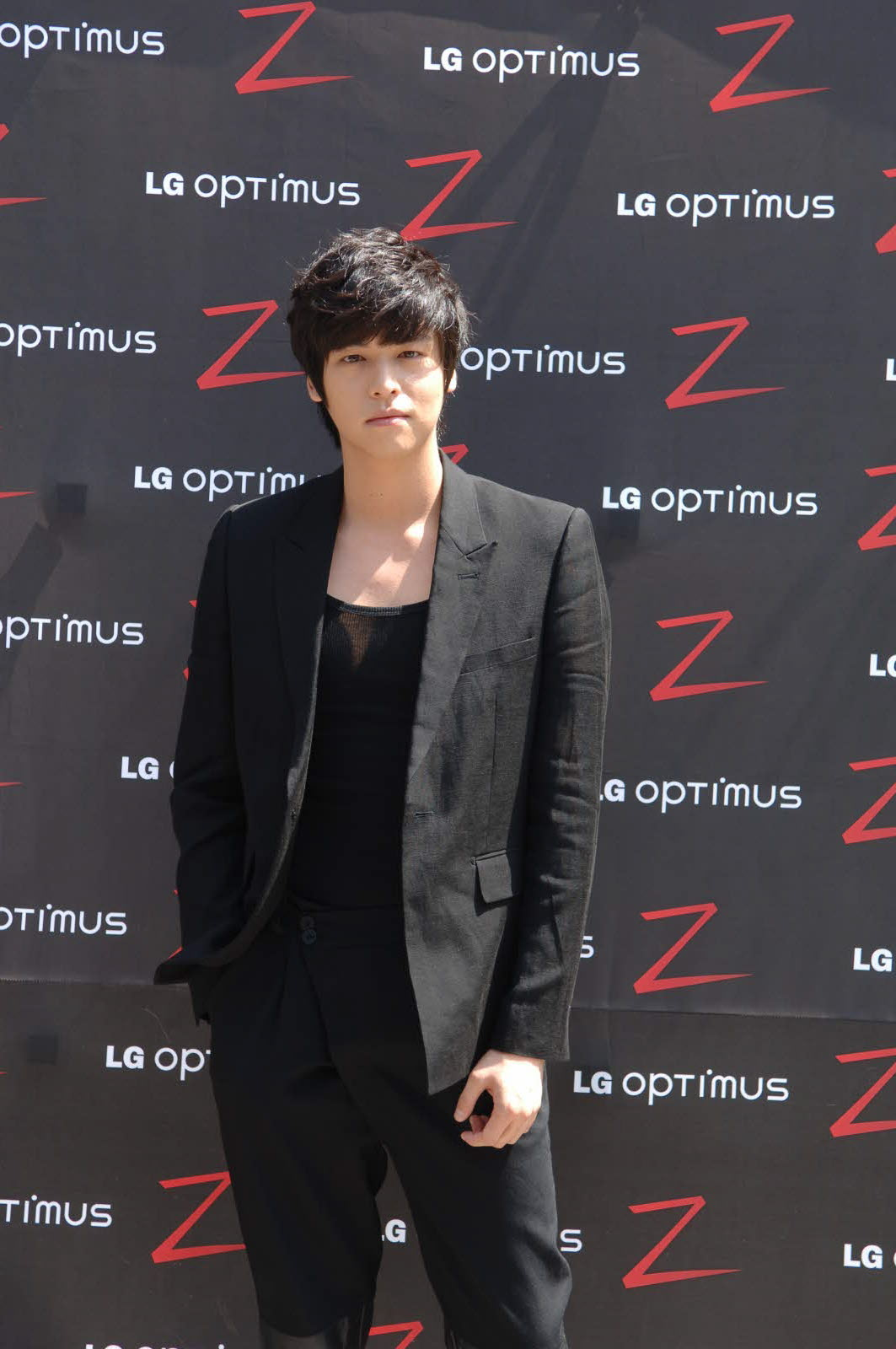
Lee Jang-woo interpreta David Choi.
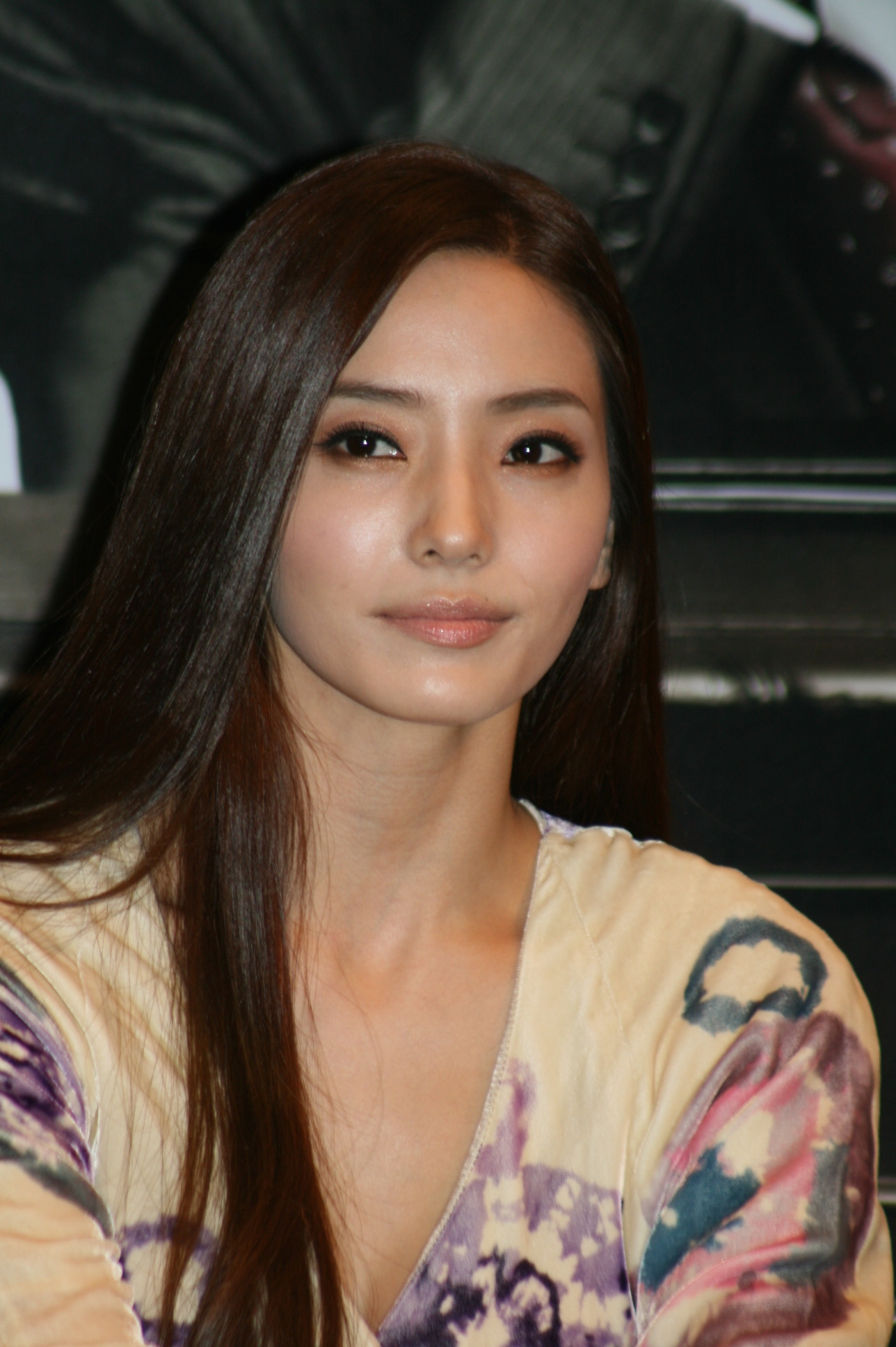
Han Chae-young interpreta Hong Yoo-ra.

### Personaggi secondari
- Na Hong-ran, interpretata da Kim Bo-yeon.
La vice-presidentessa del MG Group, di proprietà della sua famiglia, è una donna dal pugno di ferro temuta da tutti. Manipola senza difficoltà il figliastro Park Moon-soo e si è occupata di tutte le amanti del marito. È riuscita senza difficoltà a mettere da parte i fratelli per subentrare nel MG Group. Tanti anni prima ha avuto un figlio, che si scopre essere Ma-te. È la decima donna.
- Park Ki-suk, interpretato da Dokgo Young-jae.
Il presidente del MG Group, ha avuto molte amanti ed è gravemente malato.
- Park Moon-soo, interpretato da Kim Young-jae.
Il figlio di Park Ki-suk, è l'ex marito di Yoo-ra, dalla quale ha divorziato quattro anni prima e ha avuto una bambina, Sool-ri. È l'amministratore delegato del MG Group, anche se non ha quasi poteri, essendo un burattino nelle mani della matrigna Hong-ran. Nonostante odi la donna, fa tutto quello che lei gli chiede; alla fine, però, decide di diventare indipendente. È ancora innamorato di Yoo-ra.
- Jaek-hee, interpretata da So Yoo-jin.
È la prima donna, dalla quale Ma-te impara il valore dei soldi. Di famiglia povera, Jaek-hee è velocemente diventata una delle donne più ricche della Corea del Sud e un'imprenditrice immobiliare di successo. Lascia Ma-te dopo essersi resa conto di amare di più i soldi.
- Fata Elettrica, interpretata da Kim Ye-won.
È la seconda donna, dalla quale Ma-te impara come individuare i punti deboli delle persone per controllarle. È un'astrologa molto famosa e sa leggere nel pensiero. I suoi genitori, entrambi sordomuti, sono dei venditori ambulanti.
- Kim In-jung, interpretata da Cha Hyun-jung.
È la terza donna, dalla quale Ma-te impara a trovare e gestire i contatti. È un'abile assicuratrice, la migliore nel suo campo, e riesce a ottenere tutto quello che vuole grazie ai suoi numerosi contatti. Gestisce le vendite dei casalinghi per la MG Internet Shopping e teme gli scandali. Suo marito lavora all'estero da alcuni anni.
- Myo-mi, interpretata da Park Ji-yoon.
È la quarta donna, una famosa attrice e icona della moda che, pur essendo lesbica, rimane affascinata da Ma-te. Ha una relazione con la sua manager e dieci anni prima, dopo il diploma, ha avuto un figlio.
- Kang Kwi-gi, interpretata da Kim Bo-ra.
È la quinta donna. È l'erede diciannovenne del potente SS Group, viziata, altezzosa e prepotente, ma, grazie a Ma-te, matura e decide di diventare una stilista.
- Lee Kim, interpretata da Jung Sun-kyung.
È la sesta donna, il procuratore distrettuale di Seul, soprannominata "chaebol killer" per la sua onestà e inflessibilità. Nonostante le venga offerta una promozione per aver scoperto gli atti illeciti del presidente del SS Group, si dimette e diventa avvocato difensore.
- Yeo-min, interpretata da Lee Seung-min.
È la settima donna, una hacker che vive vendendo informazioni.
- Kim Mi-sook, interpretata da Yang Mi-kyung.
È la madre di Ma-te e amica di Lee Mal-ja. Muore nel primo episodio a causa di un tumore. Non ha mai rivelato al figlio chi fosse suo padre.
- Jang Deok-saeng, interpretato da Kim Ji-han.
È un amico di Ma-te, a cui piacciono le feste e le ragazze. S'imbarca sempre in imprese commerciali di dubbio esito, finché non inizia a lavorare per la compagnia Bo-tong.
- Lee Mal-ja, interpretata da Lee Mi-young.
È la madre di Bo-tong, una donna divorziata di mezz'età, severa e manesca, che possiede una grigliera di braciole di maiale a Osan.
- Kim Dae-shik, interpretato da Yeo Hoonmin.
È il fratello minore di Bo-tong, un ragazzo ribelle e frustrato che pratica il taekwondo.
- Na Jin-suk, interpretato da Ahn Byung-kyung.
È il fratello di Hong-ran.
- Na Hwan-kyu, interpretato da Lee Do-yup.
È il figlio di Jin-suk e lavora come scrittore utilizzando uno pseudonimo.

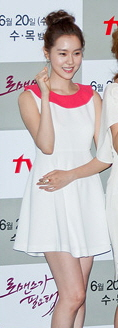
Kim Ye-won interpreta la Fata Elettrica.
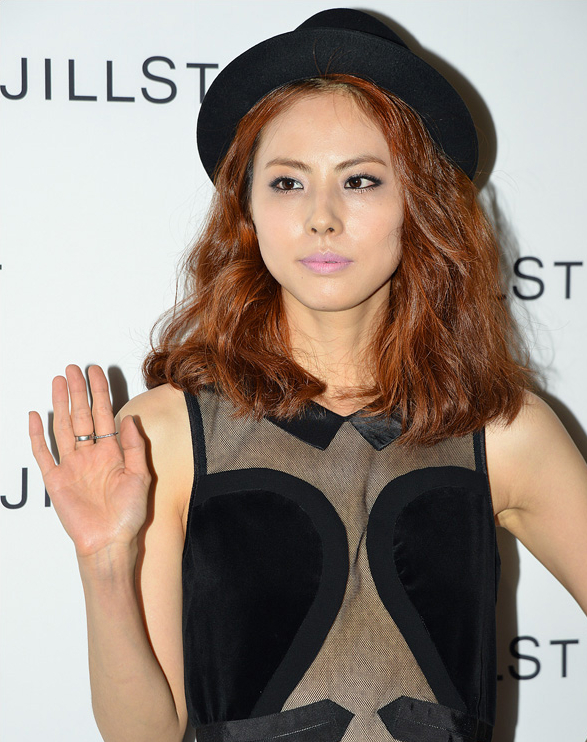
Park Ji-yoon interpreta Myo-mi.
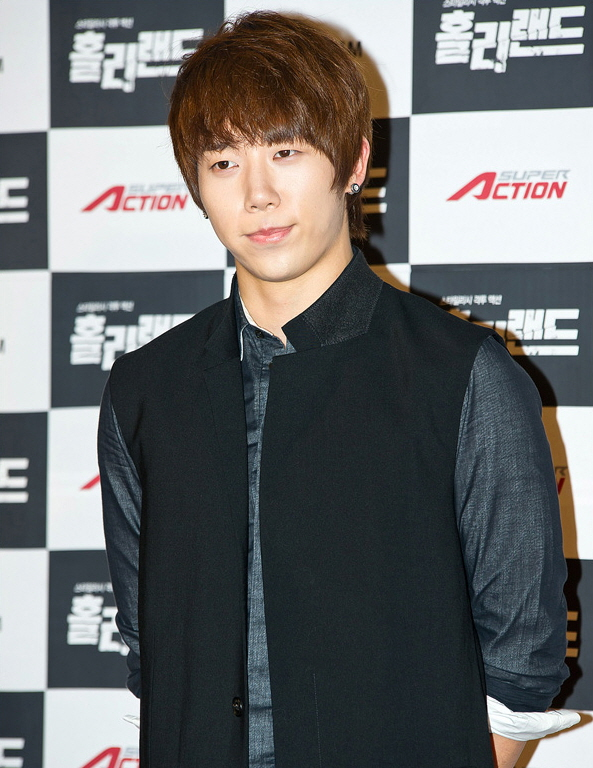
Yeo Hoonmin interpreta Kim Dae-shik.

## Ascolti
| Episodio | Data di trasmissione | Dati TNMS           | Dati TNMS                  | Dati AGB            | Dati AGB                   |
| Episodio | Data di trasmissione | A livello nazionale | Area metropolitana di Seul | A livello nazionale | Area metropolitana di Seul |
| -------- | -------------------- | ------------------- | -------------------------- | ------------------- | -------------------------- |
| 1        | 20 novembre 2013     | 4,3%                | 5,0%                       | 6,3%                | 7,2%                       |
| 2        | 21 novembre 2013     | 4,8%                | 5,5%                       | 6,1%                | 6,5%                       |
| 3        | 27 novembre 2013     | 4,5%                | 4,9%                       | 5,4%                | 6,0%                       |
| 4        | 28 novembre 2013     | 3,7%                | 3,8%                       | 4,3%                | 4,8%                       |
| 5        | 4 dicembre 2013      | 2,9%                | 3,0%                       | 5,2%                | 5,5%                       |
| 6        | 5 dicembre 2013      | 3,2%                | 3,7%                       | 3,8%                | 4,1%                       |
| 7        | 11 dicembre 2013     | 2,8%                | 3,0%                       | 2,9%                | 2,7%                       |
| 8        | 12 dicembre 2013     | 2,8%                | 3,0%                       | 3,1%                | 2,9%                       |
| 9        | 18 dicembre 2013     | 3,0%                | 3,9%                       | 3,5%                | 3,2%                       |
| 10       | 19 dicembre 2013     | 2,8%                | 2,9%                       | 3,5%                | 3,1%                       |
| 11       | 25 dicembre 2013     | 3,2%                | 3,6%                       | 4,8%                | 4,4%                       |
| 12       | 26 dicembre 2013     | 2,6%                | 3,2%                       | 4,3%                | 3,9%                       |
| 13       | 1º gennaio 2014      | 4,0%                | 4,5%                       | 4,4%                | 4,6%                       |
| 14       | 2 gennaio 2014       | 3,0%                | 3,8%                       | 3,9%                | 4,0%                       |
| 15       | 8 gennaio 2014       | 3,0%                | 3,6%                       | 4,0%                | 3,8%                       |
| 16       | 9 gennaio 2014       | 2,3%                | 3,3%                       | 3,8%                | 4,2%                       |
| Media    | Media                | 3,2%                | 3,7%                       | 4,3%                | 4,4%                       |

## Colonna sonora
1. Beautiful Man (예쁜남자) – Bebop
2. Lovely Girl – 5live
3. I Have a Person That I Love (사랑하는 사람 있어요) – Melody Day
4. Poor Sense of Direction (길치) – Lunafly
5. Fever (열병) – Hwanhee
6. Perfect – Dear Cloud
7. Going to You – Led Apple
8. Saying I Love You (사랑한단 말야) – Lee Jang-woo
9. Crayon (크레파스) – IU
10. I'm Nobody (하루만) – Jung Joon-young
11. Beautiful Day – Jang Keun-suk

## Riconoscimenti
- 2013 – KBS Drama Awards[6][7]
  - Nomination – Premio all'eccellenza, attore in una miniserie a Jang Geun-suk.
  - Vinto – Miglior nuova attrice a IU.
  - Nomination – Miglior coppia a Jang Geun-suk e IU.
- 2014 – DramaFever Awards
  - Nomination – Miglior bacio a Jang Geun-suk e IU.
- 2014 – Seoul International Drama Awards
  - Nomination – Miglior drama coreano.
  - Nomination – Miglior attrice coreana a IU.
  - Nomination – Miglior colonna sonora coreana per "Fever" di Hwanhee.
  - Nomination – Miglior colonna sonora di un drama coreano per "I'm Nobody" di Jung Joon-young.

## Distribuzioni internazionali
| Paese     | Canale/i            | Prima TV                      | Titolo adottato                         |
| --------- | ------------------- | ----------------------------- | --------------------------------------- |
| Hong Kong | now101              | 24 aprile 2014-22 maggio 2014 | 漂亮男人 (Bell'uomo)                    |
| Singapore | MediaCorp Channel U | 2 giugno 2014-30 giugno 2014  | 漂亮男子 (Bell'uomo)                    |
| Giappone  | KNTV                | giugno 2014                   | キレイな男 (Kireina otoko?) (Bell'uomo) |
| Filippine | ABS-CBN             | 18 agosto-19 settembre 2014   | Pretty Man                              |